# 梅德韋
梅德韋（英語：Medway）是英國肯特郡的一個單一管理區，1998年由梅德韋河畔羅切斯特（Rochester-upon-Medway）、吉靈厄姆區議會和肯特郡郡議會的一部份合併成立梅德韋議會而形成，該地區獨立於肯特郡議會。
一般口頭常稱其為“The Medway Towns”，超過半數的地區是教區和鄉村。因為是麥德威河畔重鎮，因而這片地區在肯特郡歷史上一直有著重要的戰略地位。當地有羅馬不列顛時代的沃特林街和諾曼人建造的羅切斯特城堡、羅切斯特座堂。
梅德韋的主要城鎮包括（由西向東）：斯特魯德、羅切斯特、查塔姆、吉林漢姆和雷納姆。梅德韋的一部份地區處在北肯特沼澤範圍內，包含有數個特別科學價值地點。其他保護區還有Ranscombe Farm。
梅德韋是泰晤士河口區計劃中要發展的地區之一，此外當地還坐落著格林尼治大學、肯特大學和坎特伯雷基督教會大學在查特姆成立的一個聯合校區。

## 姊妹城市
梅德韋的姊妹城市有：
- — 瓦朗謝訥
- — 橫須賀市和伊東市
- — 加的斯
- — 佛山

## 外部連結
- Medway Council
- Archive Images
- Detailed history of the Medway Towns
- Chatham's World Heritage Site application
- Medway Music scene site past and present